# رود کاچا
رود کاچا (روسی: Ка́ча) یک رودخانه در سرزمین کراسنویارسک کشور روسیه است.